# Ebba Lindkvist
Ebba Johanna Bergman Lindkvist, född Bergman 10 mars 1882 i Hedvig Eleonora församling, Stockholm, död 1942 på Växjö lasarett, var en svensk skådespelare och filmregissör. Hon betecknas som Sveriges första kvinnliga filmregissör. 
Ebba Lindkvist var dotter till plåtslagaren Gustaf Edvard Bergman och Emma Augusta Charlotta Brobeck samt gifte sig 1907 med skådespelaren Victor Lindkvist.
Lindkvist var elev till Bertha Tammelin och Emil Hillberg. Som teaterskådespelare var hon verksam i teatersällskapet Sydsvenska Skådebanan och flera andra sällskap. Lindkvist regisserade Värmländingarna 1910 för filmproducenten Frans Lundbergs bolag och blev därmed historisk som Sveriges första kvinnliga filmregissör, före Anna Hofman-Uddgren, som annars brukar beskrivas som sådan. Hon medverkade själv i filmen. Detta var hennes enda insats som regissör och en av endast två insatser som aktör inom filmen; året efter spelade hon i Rannsakningsdomaren, även den för Frans Lundberg. Hon samarbetade med sin make Victor Lindkvist och filmfotografen Ernst Dittmer. Lindkvist drev därefter en sång- och talskola i Malmö med maken.
År 2016 skapades Ebba-priset för kvinnliga regissörer, fotografer, manusförfattare eller klippare bosatta i Skåne.